# Cyclisme aux Jeux des îles de l'océan Indien 2015
Navigation
Édition précédente Édition suivante
Le cyclisme est l'une des quatorze disciplines sportives au programme des Jeux des îles de l'océan Indien 2015, la neuvième édition des Jeux des îles de l'océan Indien, qui se déroule à La Réunion en août 2015.

## Podiums
Trois titres sont disputés à l'occasion de ces jeux.
| Épreuves                     | Or                                                                                    | Argent                                                                                | Bronze                                                                |
| ---------------------------- | ------------------------------------------------------------------------------------- | ------------------------------------------------------------------------------------- | --------------------------------------------------------------------- |
| Course en ligne              | Yannick Lincoln                                                                       | Fidzerald Rabaye                                                                      | Dama Miarantsoa                                                       |
| Contre-la-montre individuel  | Emmanuel Chamand                                                                      | Yannick Lincoln                                                                       | Fidzerald Rabaye                                                      |
| Contre-la-montre par équipes | La Réunion Jonathan Boyer Sébastien Elma Franck-Alexandre Parmentier Emmanuel Chamand | Maurice Yannick Lincoln Olivier Le Court de Billot Steward Pharmasse Fidzerald Rabaye | Seychelles Fadi Confiance Chris Germain Ahmad Arissol Dominic Arrisol |